# Tigran Naġġalyan
Tigran Naġġalyan (in alfabeto armeno: Տիգրան Նաղդալյան; Erevan, 8 giugno 1966 – Erevan, 28 dicembre 2002) è stato un giornalista armeno.

## Biografia
Tigran Naġġalyan è nato l'8 giugno 1966 a Erevan, allora nell'Unione Sovietica.
Dal 1995 al 1997 ha lavorato per Radio Free Europe/Radio Liberty. Era il capo della televisione pubblica armena, dove ha anche condotto un programma settimanale. Era amico e sostenitore di Ṙobert K'očaryan, presidente dell'Armenia dal 1998 al 2008. Era anche considerato un testimone importante nel processo a Nairi Hunanyan, il leader dell'attacco al parlamento armeno nel 1999.

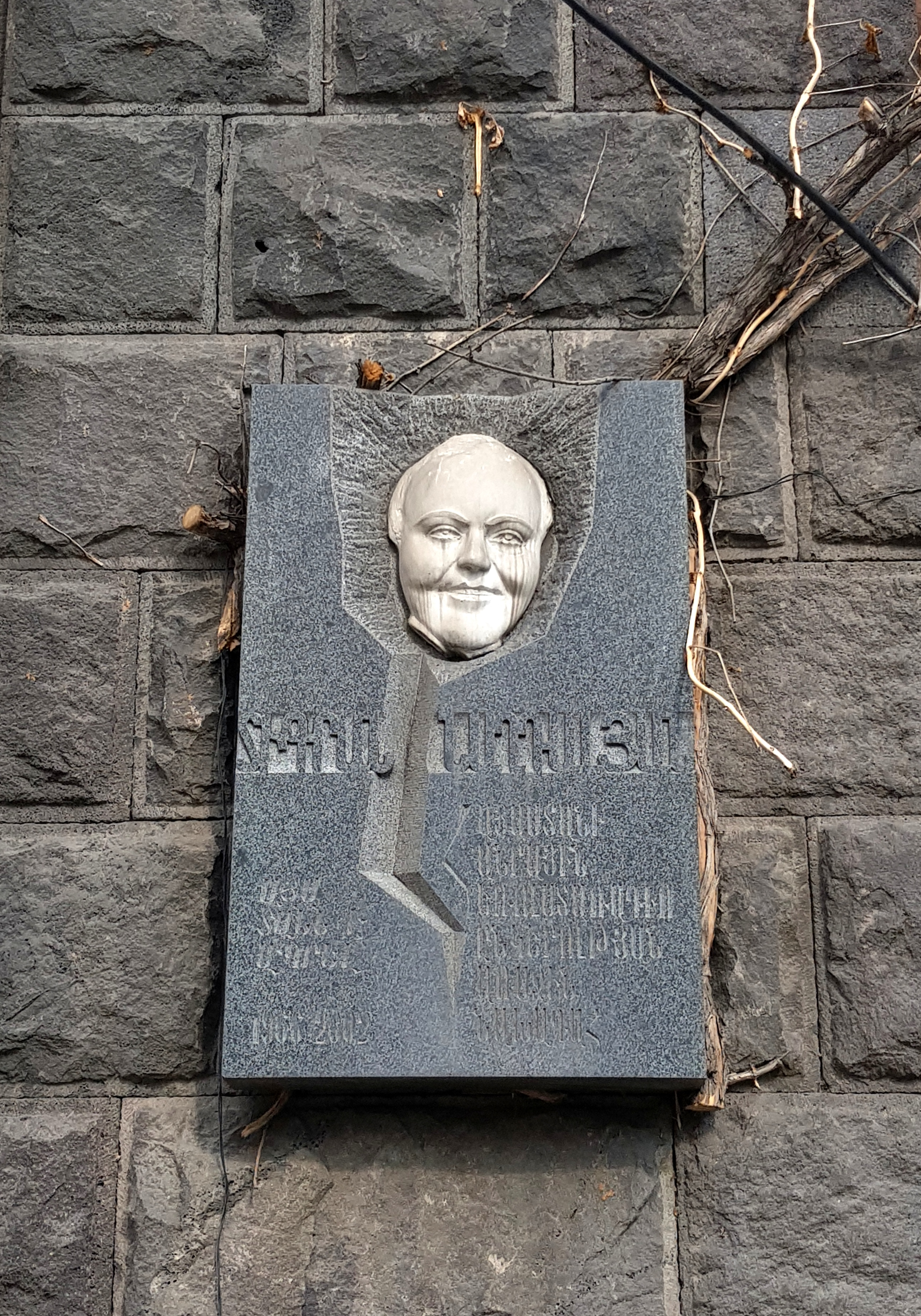
Targa commemorativa in via Zakiyan a Erevan

Il 28 dicembre 2002 un gruppo di sostenitori dell'opposizione gli ha sparato alla testa all'ingresso della casa dei suoi genitori a Erevan. Naġġalyan morì poco dopo in ospedale. Aveva 36 anni.
Il 6 marzo 2003 la polizia armena ha arrestato sei sospettati. Tredici persone sono state accusate di omicidio: sette sono state condannate e sei assolte. Hovanes Harutunian si è dichiarato colpevole di essere il sicario. L'uomo d'affari Armen Sargsyan, fratello di Vazgen (ex ministro della difesa e primo ministro, assassinato nel 1999) e Aram Sargsyan (ex primo ministro) è stato dichiarato colpevole di essere il mandante. Entrambi sono stati condannati a 15 anni di prigione. Hovanes Harutunian è stato condannato a 7 anni come intermediario (con una pena ridotta a causa della cooperazione con l'accusa). L'opposizione ha affermato che l'arresto era politico e che Sargsyan era un capro espiatorio, sostenendo invece che era stato ucciso perché sapeva troppo dell'attacco del 1999 al parlamento.
L'8 giugno 2004 gli è stata dedicata una lapide commemorativa in Via Zakiyan a Erevan.